# Peder Pedersen
Pour les articles homonymes, voir Pedersen.
Peder Pedersen (né le 3 novembre 1945 à Nørre Nærå, mort le 9 janvier 2015) est un coureur cycliste sur piste danois. Il a notamment été champion du monde de vitesse en 1974. Il a également été champion olympique de poursuite par équipes en 1968, mais sans prendre part à la finale. Entraîneur national de 1977 à 1992, il est président de la Fédération danoise de cyclisme de 1991 à 2005. Il rejoint le Conseil du cyclisme amateur de l’Union cycliste internationale  en 1993, puis devient membre du Comité directeur de l'UCI de 2005 jusqu'à sa mort.

## Palmarès

### Jeux olympiques
- Mexico 1968
  -  Champion olympique de poursuite par équipes (avec Per Lyngemark, Reno Olsen, Gunnar Asmussen et Mogens Frey)

### Championnats du monde
- Anvers 1969
  -  Médaillé de bronze de la vitesse amateurs
- Leicester 1970
  -  Médaillé d'argent de la vitesse amateurs
- Varese 1971
  -  Médaillé d'argent du kilomètre amateurs
- Saint-Sébastien 1973
  - 4e du kilomètre amateurs
  - 4e de la vitesse amateurs
- Montréal 1974
  -  Champion du monde de vitesse professionnels
- Rocart 1975
  -  Médaillé d'argent de la vitesse professionnels
- San Cristóbal 1977
  - 6e de la vitesse professionnels

### Championnats d'Europe
- 1975
  -  Champion d'Europe de vitesse
- 1977
  -  Médaillé de bronze de la vitesse

### Championnats nationaux
- Champion du Danemark de vitesse amateurs en 1964, 1965, 1969, 1970, 1971, 1972, 1973
- Champion du Danemark de vitesse professionnels en 1977
- Champion du Danemark du kilomètre amateurs en 1971 et 1973
- Champion du Danemark de poursuite par équipes amateurs en 1968

### Autres compétitions
- Grand Prix de Copenhague de vitesse en 1974